# 篠原眞
篠原 眞（しのはら まこと、1931年12月10日 - 2024年3月3日）は、日本の作曲家。大阪府出身。主としてオランダのユトレヒト在住。

## 略歴
大阪府大阪市出身、東京都青山育ち。東京都立日比谷高等学校卒業後、青山学院大学に入学するも中退、東京藝術大学作曲科に入学。東京では池内友次郎、安川加寿子、渡邉暁雄、クルト・ヴェスらに師事。しかし、芸大も中退。
池内友次郎の勧めで早期にフランスへ渡り、トニー・オーバンに作曲を師事、「ヴァイオリン・ソナタ(1958)」で一等賞首席、オリヴィエ・メシアンに音楽哲学（一等賞）、シモーヌ・プレ・コーサードに対位法（一等賞）、ルイ・フーレスチェに指揮法を師事する。複数の一等賞を得てパリ国立高等音楽院を卒業。メシアンに勧められてダルムシュタット夏季現代音楽講習会へ参加し、ドイツに移ることを決意。
ミュンヘンで作曲をハラルド・ゲンツマーに、ケルンで作曲をベルント・アロイス・ツィンマーマンに、電子音楽をゴットフリート・ミヒャエル・ケーニヒに師事。後に念願であったカールハインツ・シュトックハウゼンのアシスタントとして共に仕事をすることとなり、一時は篠原はシュトックハウゼンの創作の紹介者として日本に伝えられていた。ただし、ミュンヘン音楽・演劇大学とケルン音楽舞踊大学は給費が打ち切られたため、どちらも卒業しなかった。
1966年にドイツ学術交流会を得て、ベルリン在住。一時アメリカにも住んでいたが、多くの期間オランダのユトレヒトなどヨーロッパ在住。後に帰国した。
妻は日本人で初めてモンテッソーリ教師となった赤羽惠子。
海外で質の高い創作を行いながら日本で全く評判が上がらないことを気に病んだピアノ調律師原田力男の主催で、1987年に篠原の個展とレクチャーが開催され、大きな話題となった。そのとき個展で演奏された作品には、チェロ独奏の為の「エヴォリューション」と、ステレオ増幅されたバス・フルートのための「パッセージ」などがある。2006年12月にケルンの日本文化センターで行われた生誕75周年記念の記念演奏会は、これまでの創作の展望を一覧できる重要な機会となった。最後の個展は2021年に行われたものであった。
2024年3月3日、胃がんのため東京都の施設で死去。92歳没。

## 作風
長らく作品リストから割愛されていたオーケストラ曲や、ヴァイオリンとピアノの為の「ソナタ」では前衛イディオムは用いられていないものの、1960年代以後は新古典的様相が完全に消え、ダルムシュタット夏季現代音楽講習会で議論された語法に彩られた作品を次々と発表した。リコーダーソロの為の「フラグメント」、ピアノ独奏の為の「タンダンス」、打楽器合奏の為の「アルテルナンス」などがこれに入る。
1970年代以後は通じて「和洋の音楽的融合」をテーマに据え、エキゾティシズムが表層に出ず、なおかつ質の高い様式美を失っていない。この時期の作品は「かっこつきの日本に毒された創作」と批判されることもある。しかし、和洋楽器合奏の為の「コゥオペレーション」、25の西洋楽器の為の「エガリサシオン」、フルートとピアノの為の「レラシオン」などの評価は高い。また、片山杜秀は管弦楽と混声合唱のための「夢路」を『ONTOMO MOOK クラシック名盤大全管弦楽曲篇』に採り上げ、「望郷の音楽」として好意的な評価を書いている。
「同一ジャンルごとに模倣を生まない」という厳しい作曲態度であり、全作品数が極めて少ない。晩期はまた洋楽器のみの作曲へ戻った。編曲及び子どものためのピアノ作品を除いて、Sonate〈ソナタ〉以後を真作として数えても50作を切る。

## 主要作品
編曲作品「日本の歌より」は作品リストに掲載されていないこともあり、外国語題名を付けていない。彼の作品は全音楽譜出版社、音楽之友社、日本作曲家協議会、キックオフ、レデュック社、メック出版社、トレメディア音楽出版社から出版されている。近作はEdition Gravisから発売されている。

### 管弦楽
- ロンド (1953) - 東京交響楽団委嘱作品。本来はSonate〈ソナタ〉以前の作品として公式作品リストには挙がっていなかった。[9]
- Solitude 〈孤独〉(1961)
- Visions II〈幻影II〉(1970/74)
- Égalisation〈平等化〉(1975) - 25人の器楽奏者のための。音楽之友社からの出版譜では「エガリザシオン」と表記されている。
- Liberation〈解放〉(1977) - 弦楽合奏のための。
- 夢路〈Ways of Dreams〉(1992) - 邦楽器,オーケストラ,混声合唱のための。

### 室内楽
- Trois d'Anches〈木管三重奏曲〉(1956) - オーボエ,クラリネット,ファゴットのための。 かつての公式作品リストではこれが処女作になっていた。
- Torio〈トリオ〉(1957) - ヴァイオリン,チェロ,ピアノのための
- Sonate〈ソナタ〉(1958) - ヴァイオリン,ピアノのための。 デビュー作。
- Kassouga〈春日〉(1959) - フルート,ピアノのための
- Trois Pièces Concertantes〈3つの協奏的小品〉(1959) - トランペット,ピアノのための
- Obsession〈概念〉(1960) - オーボエ,ピアノのための　パリ音楽院の依頼でフランスで出版。初期の作風であるが、現在ではオーボエ奏者の基本的レパートリーであり、世界的に演奏頻度も高い。[10]
- Alternance〈交互〉(1962) - 6打楽器奏者のための
- Melodie〈メロディー〉 (1962) - クラリネット,ピアノのための
- Consonance〈協和〉(1967) - フルート,ホルン,ヴィブラフォン,マリンバ,ハープ,チェロのための
- Personnage (1968/73) - 声,テープのための
- Relations〈関係〉(1970) - フルート,ピアノのための
- Rencontre〈出会い〉(1972) - 打楽器,テープのための
- 求道B〈In quest of enlightenment B〉(1973) - 尺八,ハープのための。なお、『日本の作曲20世紀』では「尺八、フルート」となっていた）
- Play〈遊び〉(1982) - フルート,アルトフルート,オーボエ,クラリネット,バスクラリネット,ファゴット,ホルン,トランペット,トロンボーンのための
- Turns〈巡り〉(1983) - ヴァイオリン,箏またはヴァイオリンのための。ヴァイオリン独奏でも演奏可。
- たびゆき〈On Travel〉 (1984) - メゾソプラノと12人のアンサンブルのための
- Cooperation〈協力〉(1990) - 8人の邦楽器奏者と8人の洋楽器奏者。全音楽譜出版社から刊行された楽譜では「コゥオペレーション」
- Situations〈状況〉(1993) - アルトサックス,シンセサイザーのための
- Undulation B〈波状B〉(1997) - 2台のピアノのための
- Fragmente Duo〈断片 デュオ〉(1998) - テノール・リコーダー,二十一絃箏のための
- Fragmente Trio〈断片 トリオ〉(1998) - テノール・リコーダー,二十一絃箏のための
- 雨と風にA／B (2002/08) - 二十一絃箏,エレクトロニクスのための
- パッセージB (2003) - フルート,オーボエ,クラリネット,ファゴットのための
- 三曲奏 (2009) - 尺八,三味線,筝のための
- 七重奏曲 (2012) - フルート,クラリネット,トロンボーン,ヴィブラフォーン,ピアノ,ヴィオラ,チェロのための
- 弦楽四重奏曲 (2016)

### 独奏曲
- Tendance〈傾向〉(1963) - ピアノ独奏のための。メック出版社からの楽譜では「タンダンス」
- Fragmente〈断片〉(1968) - テノール・リコーダーのための
- Réflection〈思いわずらい〉(1970) - オーボエのための
- たゆたい〈Fluctuation〉(1973) - 箏,打楽器,声のための。箏奏者が打楽器と声を兼ねる。独唱者を別に立ててもよい。
- 求道A〈In quest of enlightenment A〉(1974) - 尺八のための
- Elevation〈高揚〉(1976) - オルガンのための
- Passage〈移り行き〉(1980/86) - ステレオ増幅されたバスフルート。アルトフルートやフルートでも、また増幅なしで演奏することも可能。日本作曲家協議会から出版された楽譜では「パッセージ」
- 流れ〈Flow〉(1981) - 三味線のための。全音楽譜出版社の楽譜では、外国語表記が「Nagare」となっている）
- 十七絃の生まれ〈Birth of the Bass Koto〉(1981) - 十七絃のための
- Evolution〈進展〉(1986) - チェロのための。日本作曲家協議会から刊行された楽譜では「エヴォリューション」
- Undulation A 〈波状A〉(1996) - ピアノ独奏のための
- Progression〈進展〉(2009) - ピアノ独奏のための
- Brevities〈簡潔〉(2015) - ピアノ独奏のための

### 声楽曲
- たびゆき〈On Travel〉 (1984) - メゾソプラノと12人のアンサンブルのための
- シラブルズ (2005) - 混声合唱のための
- 日本の歌より - 無伴奏混声合唱。編曲作品。

### テープ音楽
- Visions I〈幻影 I〉(1965)
- Mémoires〈回想録〉(1966)
- Personage〈人物〉(1973)
- Broadcasting〈ラジオ放送〉(1974)
- City Visit〈都市空間〉(1971-79)

### その他
- 東京都立日比谷高等学校校歌